# Castro de El Castillo
El Castillo est un castro d'origine vétone situé dans la commune espagnole de Saldeana, dans la province de Salamanque en Castille-et-León.